# Пламък (1957)
Вижте пояснителната страница за други значения на Пламък.
Пламък е българско списание за литература, издание на СБП.

## История
Списанието е създадено през 1957 г., като негов първи главен редактор е Андрей Гуляшки. Още със създаването си се обявява за наследник на списанието, издавано от Гео Милев през 1924 – 1925 г.
С рубриките си „За първи път в Пламък“, „Внезапното поколение“ и „Нова българска поезия и проза“ изданието дава път на автори като Йордан Радичков, Дамян Дамянов, Константин Павлов, Стефан Цанев, Любомир Левчев, Христо Фотев, Борис Христов, а по-късно издава книги на Пламен Киров, Радостина Григорова, Татяна Филева, Елена Алексиева, Радослав Райков.
От 1983 г. главен редактор е Георги Константинов.